# 隠者聖パウルスのいる風景
『隠者聖パウルスのいる風景』(いんじゃせいパウルスのいるふうけい、西: Paisaje con san Pablo Ermitaño、英: Landscape with Saint Paul the Hermit) は、17世紀フランスの画家ニコラ・プッサンが1637年から1638年にキャンバス上に油彩で制作した風景画である。かつて、一部の研究者にガスパール・デュゲの作と見なされたことがあり、人物も聖パウルスではなく、聖ヒエロニムスを表していると考えられていた。元来、スペイン王フェリペ4世が、マドリードのブエン・レティーロ宮殿の装飾プロジェクトのためにローマにいたプッサンに委嘱した作品で、現在、マドリードのプラド美術館に所蔵されている。

## 作品
1637年ごろ、マドリードのブエン・レティーロ宮殿の装飾のために、ローマで活躍していた画家たちに風景画と、古代ローマを主題とする歴史画の制作が委嘱された。プッサンは、それら風景画と歴史画双方の制作に携わった唯一の画家である。この時、プッサンが描いた歴史画で、現在もプラド美術館に所蔵される絵画としては『メレアグロスの狩り』が挙げられる。
本作はプッサンがローマからパリへ一時的に移る以前の作品で、風景画としては初期のものである。この絵画がプッサンの手によるものではないという見方があったのは、フェリペ4世からの委嘱が隠者をあしらった風景画として、かつてプッサンの用いなかった形式を要求したものだったからである。実際、本作に見られる劇的で荒涼とした風景は、プッサンの作品としては異例のものである。しかし、光と影が交互に現れる表現は、プッサンが信奉していた16世紀ヴェネツィア派の巨匠ティツィアーノの手法そのものといえる。なお、本作を含め、宮殿の装飾のために委嘱された風景画では宗教的主題は二次的なものであり、自然の風景が単純な背景としての役割を超越している。

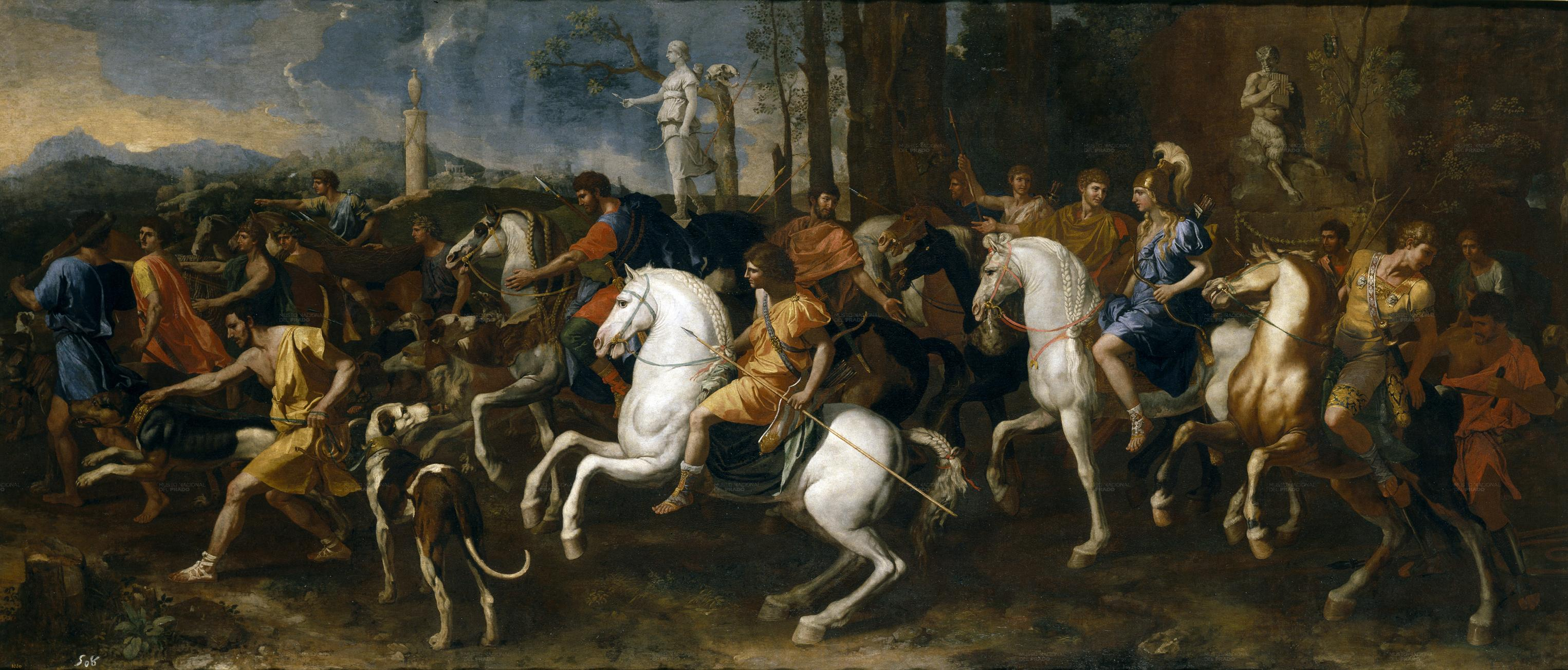
プッサン『メレアグロスの狩り』(1634-1639年)、プラド美術館、マドリード

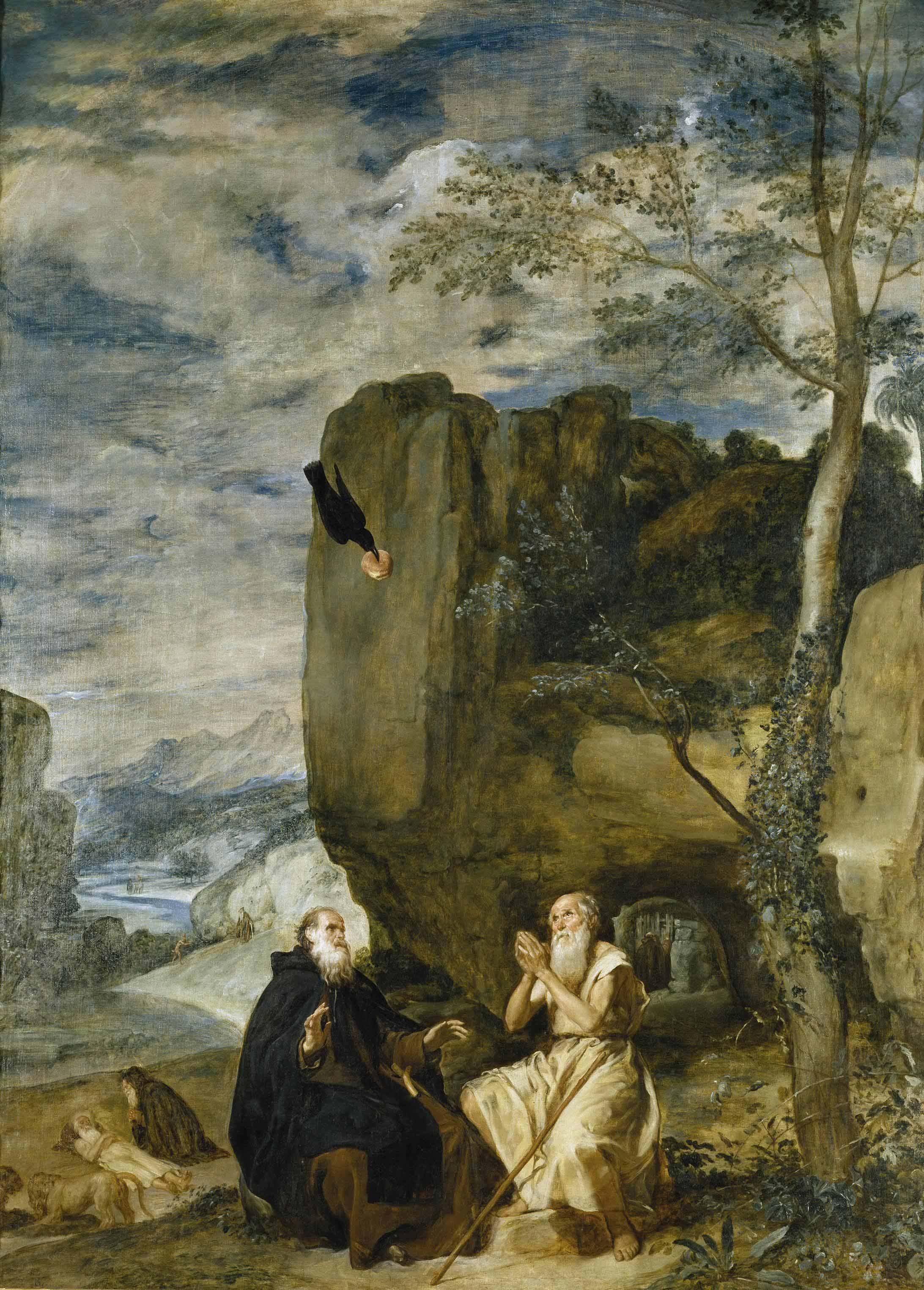
ディエゴ・ベラスケス『聖アントニウスと隠修士聖パウルス』(1634年ごろ)、プラド美術館、マドリード

描かれている隠者は、森林の中で孤独に瞑想する聖ヒエロニムスであると考えられていたが、現在では否定されている。聖ヒエロニムスを示すアトリビュート (人物を特定する事物) が何も見当たらないからである。1701年の宮殿目録で、隠者は聖パウルスであるとされている。聖パウルスは知られている最初の隠者であったため、宮殿にこの聖人を表すアンドレア・サッキ、ホセ・デ・リベーラ、ディエゴ・ベラスケスなどの絵画が多くあった。聖パウルスは3世紀にローマ皇帝ガッリエヌスに迫害され、信仰を捨てるよりは砂漠に逃れることを選んだ。彼は死ぬまで砂漠で暮らし、聖アントニウスに付き添われたが、死んだ時には聖アントニウスが2匹のライオンの助けで彼の墓を築いた。
なお、この絵画が1999年に修復された際、X線画像により、プッサンが完成した絵画に聖人の背後の木を描き加えたことが明らかとなった。